# 老山汉墓
老山汉墓位于中国北京市石景山区老山南麓，是一座西汉古墓。

## 简介
老山汉墓是文物部门在石景山区发掘的首座王侯级的西汉古墓，也是在北京市发掘的第三座西汉王侯墓。
1999年12月，老山发生了盗墓未遂事件，北京市公安机关抓获了一伙盗墓者。经上报国家文物局批准后，2000年由北京市文物研究所在石景山区文化文物局的配合之下，对该墓进行了考古发掘。北京市文物研究所副所长王武钰担任老山汉墓发掘现场总指挥。
老山位于石景山区东部。老山东南的土山外形似古墓，当地人称为“梁王坟”。文物部门对其周边进行考古勘探及远红外遥感测定，发现老山主峰南侧存在多处大型人工建筑，老山汉墓位于老山主峰东南约100米处。该墓为西汉常见的诸侯王的竖坑式墓穴，平面为甲字形土圹木椁墓，墓顶上覆近8000立方米的覆斗式封土，墓室采用“黄肠题凑”的二椁三棺葬制。老山汉墓的方位为南向偏东355度，基本上属于坐北朝南，符合汉朝人崇尚“右”的习惯。老山汉墓的主墓在老山主峰南麓中轴线上，藏风抱水，为古人视为吉地的“百步之归”（意为从封土顶部即“方上”的中心到背依的山形尽头处有百步）。
老山汉墓发掘过程中，自2000年9月15日至同年老山汉墓大规模发掘工作基本结束，老山汉墓曾对外短暂开放，供市民购票参观。此后，老山汉墓长期关闭，不对外开放。在2000年的发掘过程中，北京银河金属结构工程有限责任公司总经理、高级工程师张福海捐建了一座金属防护棚，该防护棚将老山汉墓整体封闭起来，起到防护作用。

## 时代及墓主
根据出土器物的特征及放射性同位素C14测定，老山汉墓的时代定为公元前100年至公元前1年，误差在100年。相当于西汉中晚期，处于西汉在北京地区所封的燕国和广阳国交替之时。汉昭帝元凤元年（前80年），燕剌王刘旦谋反，被赐自尽，国除。前73年，刘旦之子刘建复为广阳国国王。故老山汉墓修建时，在位的国王可能是燕王刘旦，也可能是某代广阳王。
在考古发掘中，发现墓主的骸骨未在棺椁中，而在墓室前厅，横卧于前厅的漆案上，颅骨有砸痕，旁有一块石头。经古人类学家潘其风鉴定为女性，结合墓室是“黄肠题凑”葬制和五重棺椁（即三棺二椁。古人规定，帝七重，即三椁四棺；诸侯五重，即二椁三棺；大夫三重，即一椁二棺；士一重，即无椁），确定该墓主为一位王妃。汉朝规定帝王葬式“同墓不同穴”，故老山汉墓属诸侯王级大墓。2002年，北京市文物局委托吉林大学边疆考古研究中心对女性頭顱进行线粒体DNA的人种学、分子生物学鉴定，确认此人的DNA序列属亚洲M谱系的汉族女性，年龄30岁左右，通过计算机三维容貌复原，该女性具有明显的東亞人特征。该女性估算身高约为159.8厘米。
对于老山汉墓是否就是燕剌王刘旦的戾陵，学界有两种截然相反的看法。至于此位王妃是否是燕王王后，也尚无定论，也有学者认为可能是某代广阳王的王妃。燕剌王刘旦在位38年，从汉武帝元狩六年（前117年）到汉昭帝元凤元年（前80）。《汉书·燕剌王刘旦传》载，“旦立三十八年而诛，国除。”据记载，刘旦的陵墓在其生前便已修筑，封土高大，为汉朝以来北京西部的地标。

## 随葬品
老山汉墓在西汉末期便已被盗，大部分随葬品均已被盗走。但老山汉墓的历史及文物价值仍然很高。从遗存的少量器物看，其精美程度达到了西汉鼎盛时期的水平，可以推想入葬时随葬品应当十分丰富。
老山汉墓的墓室为汉朝的“黄肠题凑”葬制，以一万余根锯成长方形的松木、栗子木、柏木纵向及横向交叠垒成外回廊、内回廊。“黄肠题凑”在汉朝仅有诸侯王以上才可享用。严格说来，老山汉墓的墓室只能称为“题凑”，因为经中国农学院检测，共有八种树木构成，横木多为栗木。而“黄肠题凑”是用“黄肠”即柏木黄心（去皮后的柏木）按照“题凑”（木头头部凑向墓室的中心）方式堆垒成的框形结构。由于主要木材并非“黄肠”，故只能称为“题凑”。整座墓室东西宽13米，南北长16米，面积2000平方米。墓室顶部平铺着多排长10余米的原木，原木上再铺席子。墓室周围填满木炭和青膏泥，木炭吸水防潮，青膏泥为防渗性能极佳的粘土矿物质，二者结合起到了防水防渗功能。老山汉墓的“黄肠题凑”保存很好，仅有一小部分方木的头部腐烂，东北角“题凑”墙以及顶木均未倒塌。1974年发掘的北京市丰台区大葆台汉墓的“黄肠题凑”虽比老山汉墓的“题凑”规模大且整齐，但保存不佳，部分腐朽、烧毁，而且出土时已倒塌。
根据文献记载以及中国各地已经发掘出土的西汉诸侯王墓的情况，这些墓主均身穿金缕玉衣入殓，金缕玉衣是汉朝帝后、诸侯王专用的殓具。“玉衣”之名最早见于《汉书》，也称“玉柙”，有金、银、铜、丝缕等数个等级，但该等级制度为东汉确立，而西汉时尚无严格规定，故西汉常用的均为金缕玉衣。从已经发掘的三棺以及墓主女尸身旁的器物看，老山汉墓墓主下葬时应身穿金缕玉衣，但很可能在西汉末年的盗墓中已被盗走。在发掘中还出土了一片玉片残片，女尸尸骨下出土一支新疆和田羊脂玉质的螭首带钩以及一串珍珠胸饰。
老山汉墓发现了3件漆案，一张长2.4米，一张长2.4米，还有一件已被完全烧毁。保存下来的两张完整的大型漆案摆放在前厅，一横一竖放置，漆案保存完好，表面为黑色底漆，其上用红漆彩绘了《山海经》中的神怪，并做髹漆，漆色光亮。漆案出土后，在湖北荆州博物馆进行了3年多的脱水处理。其他出土的漆耳杯、漆奁、漆盘等漆器，表面除有彩绘之外，还采用西汉晚期盛行的“金银平脱”工艺。尤其是一件“嵌金虎形漆奁”残件十分精美。还有一件漆耳杯的杯底外侧上有“东宫”二字，其他漆耳杯的口沿镶嵌了银饰，称 “扣器”。
老山汉墓还出土了一件单凤花纹的棺幛，其图案精致独特，面积很大，保存完好。棺椁下葬时，棺盖上通常罩一层棺幛，棺幛四周有绳可相系。老山汉墓的棺幛的刺绣工艺为“单凤绣”，是此前发掘的汉墓中从未发现的。“单凤绣”工艺上属于锁绣，这件绣品至少使用了红、黄、蓝三色，绣上敷有一层很厚的朱砂。
老山汉墓外回廊两侧出土了149件（套）大型陶器，包括罐、壶、钫等十余种器型，其中外回廊西侧整齐码放着数十件彩绘陶器。这些彩绘陶器的彩绘分布于器口、器颈、器腹上，绘有倒三角纹，三角纹中绘兽面纹，器腹绘变形的云雷纹、兽面纹。
老山汉墓的考古发掘工作结束后，文物工作者们又开始了研究及修复工作。2005年，首都博物馆新馆对外开放，老山汉墓发掘出土的棺幛和1.4米长的漆案同时在首都博物馆“古都北京———历史文化篇”展厅对外展出，这是老山汉墓文物首次对外展出。